# Polycera marplatensis
Polycera marplatensis is een slakkensoort uit de familie van de Polyceridae. De wetenschappelijke naam van de soort is voor het eerst geldig gepubliceerd in 1928 door Franceschi.